# Open mail relay
Een open mail relay wordt bewerkstelligd door een SMTP-server die dusdanig geconfigureerd is, zodat iedereen op het internet e-mail berichten kan versturen via deze server. Dit was de standaard configuratie die ingesteld stond op veel e-mailservers. Het was de oorspronkelijke manier waarop internet opgezet is. Tegenwoordig is deze vorm van mail relay ongebruikelijk, aangezien het vaak door spammers en wormen gebruikt wordt. Hierdoor werden veel relay servers op "blacklists" geplaatst door andere (relay)servers.

## Historie en technologie
Tot 1990 was open relay een gebruikelijke configuratie voor een mailserver en was vaak de standaardinstallatie op UNIX-gebaseerde systemen. Dit was gepast, voor een deel, aan de traditionele store-and-forward methode om e-mail op zijn bestemming te krijgen. E-mail werd geleverd van computer tot computer (door en voorbij internet) via modems op telefoonlijnen. Voor vele vroege netwerken, zoals UUCPNET, FidoNet en BITNET, waren de lijsten van machines die open relay waren een kerndeel van die netwerken. Het filteren en de snelheid van e-maillevering waren op dat ogenblik geen prioriteiten en in elk geval werden de overheid en de onderwijsservers waarmee Internet was begonnen behandeld door een federaal bevelschrift wat de overdracht van commerciële berichten verbood.